# 아포프테그마타 파트룸

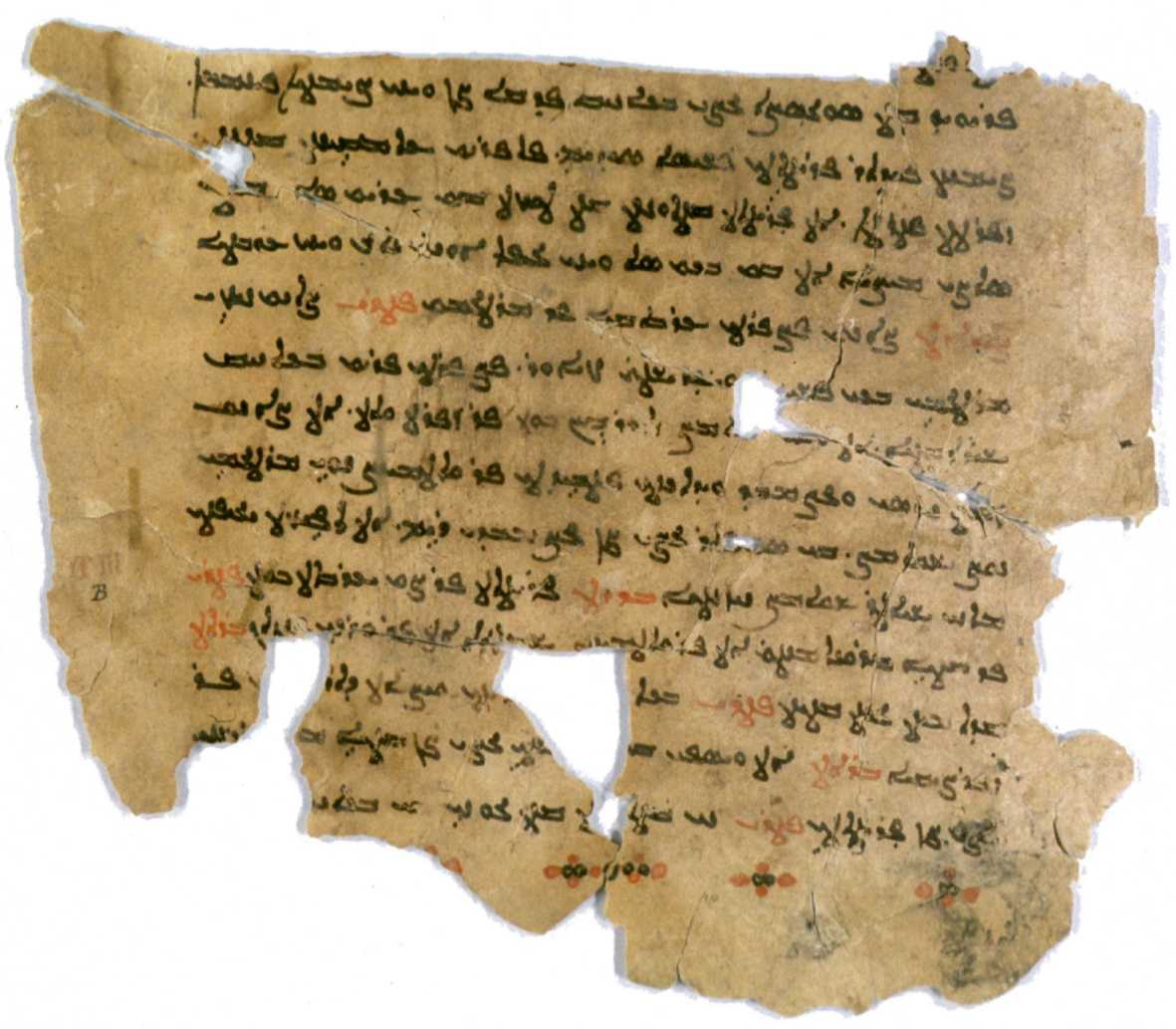

아포프테그마타 파트룸(라틴어: Apophthegmata Patrum Aegyptiorum, 그리스어: ἀποφθέγματα τῶν ἁγίων γερόντων, ἀποφθέγματα τῶν πατέρων, τὸ γεροντικόν)은 대략 5세기 경부터 사막의 교부들에 기인하는 이야기들과 격언들을 포함하는 사막 교부들의 금언집(영어: Sayings of the Desert Fathers)의 다양한 모음집들에 붙여진 이름이다.
그 모음집들은 이집트의 사막에서 생활하는 기독교의 초기 은수자들의 영적인 실천과 경험들을 기술한 지혜의 이야기들로 구성된다. 그것들은 일반적으로 젊은 수사와 그의 영적인 아버지 사이의 또는 방문자들에게 해주는 조언으로서의 대화의 형식을 띈다. 콥트어의 구전으로 시작된 그것들은 후에 그리스 문언으로만 쓰여져 내려왔다. 그 이야기들은 기독교의 초기 수사들에게 매우 인기있었고, 여러 양식들과 모음집들에서 나타났다.
그것들의 현재판에는 그 이야기들이 "아빠스 누구가 말하기를..."의 형식으로 서술되었을지라도, 본래의 금언들은 수사에서 수사를 통해서 전해져 내려왔다. 초기의 사막 교부들과 사막 교모들도 "아빠스님, 한 말씀 해주십시오." 또는 "암마스님, 한 말씀 하시죠. 어떻게 하면 제가 구원받을 수 있겠습니까?"라고 묻는 전형적으로 상담을 원하는 많은 방문객들을 받았다. 금언들의 일부는 지도를 바라는 이들에 대한 응답이었다. 에티오피아에서의 금언들의 개략적인 형식은 그 금언들의 더 긴전달과 그것들이 전해져 내려오는 길을 보여준다. 가장 초기의 기술된 양식은 4세기의 것이다. 5세기부터의 두 개의 판들인 에티오피아의 금언모음집(Collection Monastica)과 아빠스 이사야의 수덕(Ascetica of Abba Isaiah)은 어떻게 구전이 기술된 모음집들이 되었는지를 보여준다.
대 안토니우스와 아빠스 아르세니우스, 아빠스 포에멘, 이집트의 아빠스 마카리우스 그리고 아빠스 강도 모세를 포함하는 사막의 저명한 많은 교부들과 교모들이 이 모음집들에 언급되었다. 그 금언들은 세 명의 다른 암마스 또는 사막 교모들과 의한 것들도 포함되는데, 그들 중 가장 저명한 사람은 알렉산드리아의 신클레티카이다. 사막 교부들의 금언집은 히에로니무스와 아우구스티누스를 포함하는 저명한 많은 신학자들에게 영향을 주었다.
펠라기우스와 부제 요한은 아주 초기의 그 금언집들의 라틴어 번역본들을 저술하였는데, 그것들은 교부들의 생애(Vitae Patrum)의 5부와 6부가 되었고 1615년에 로스와이데에 의해 편집되었다. 브라가의 마르티뇨는 약 555년 경에 두미움의 파스카시우스에의한 더 광범위한 번역본에 이어서 그 금언들의 일부를 아주 초기의 그리스어의 라틴어로의 번역본으로 기술했다. 그 저서는 그리스어 원본의 1/5 정도만을 수록하고 있을지 모른다. 사막 교부들의 금언집은 더 최근에 베네딕다 와르드에 의해서 서문과 함께 번역되어오고 있다.

## 예문
- 대주교인 같은 압바스 테오필루스가 어느날 스케티스에 왔다. 모여진 교우들이 압바스 팜보에게 말했다. "대주교께서 고양되실 수 있도록, 그에게 무슨 말을 해보세요." 그 노인이 그들에게 말했다. "만일 그가 저의 침묵에 의해 고양되시지 않는다면, 그는 저의 연설로도 고양되시지 않을 것이오."[11]

- 압바스 파스토르가 말했다. "만일, 한 남자가 잘못했는데, 그것을 부인하지 않고, "나는 잘못하지 않았소."라고 한다해도, 그를 견책하지 마십시오. 왜냐하면, 당신은 그의 영혼의 결심을 깨뜨릴 것이기 때문입니다." 그리고 당신이 그에게 "형제여, 슬퍼하지 마세요. 대신, 미래를 보세요."라고 한다면, 당신은 그의 삶이 변화할 수 있도록 그를 각성시키는 것입니다.[12]

- 한 은수자가 누구를 보며 웃었고, 그에게 말했다. "우리는 하늘과 땅 앞에서 우리의 모든 생애를 이야기해야 합니다. 그리고, 당신은 웃을 수 있겠습니까?"[13]

## 같이 보기
- 지혜문학
- 간화선

## 추가 참고 도서
- Williams, Rowan (2004년 11월 19일). 《Silence and Honey Cakes: The Wisdom of the Desert》. Lion Publishing plc. ISBN 0745951708.
- Ward, Benedicta (2003년 7월 29일). 《The Desert Fathers: Sayings of the Early Christian Monks》 Revis판. Penguin Classics. ISBN 0140447318.
- Sourozh, Metropolitan Anthony of; Benedicta Ward (1987년 6월). 《The Sayings of the Desert Fathers》 Revis판. Cistercian Publications. ISBN 0879079592.
- Merton, Thomas (2004년 11월 16일). 《The Wisdom of the Desert: Sayings from the Desert Fathers of the Fourth Century》 Gift판. Shambhala. ISBN 1590300394.
- 뻬라지오와 요한 (1999년 8월 14일). 《사막 교부들의 금언집》. 분도. ISBN 9788941988090.